# 北海道道924号富野軽舞線
北海道道924号富野軽舞線（ほっかいどうどう924ごう とみのかるまいせん）は、北海道勇払郡厚真町内を結ぶ一般道道（北海道道）である。

## 概要

### 路線データ
- 起点：北海道勇払郡厚真町富野（北海道道287号厚真浜厚真停車場線交点）
- 終点：北海道勇払郡厚真町軽舞（北海道道10号千歳鵡川線交点）
- 路線延長：5.5 km

## 歴史
- 1977年（昭和52年）3月31日 路線認定[1]。

## 地理

### 通過する自治体
- 胆振総合振興局
  - 勇払郡厚真町

### 交差する道路
厚真町
- 北海道道287号厚真浜厚真停車場線 - 富野（起点）
- 北海道道10号千歳鵡川線 - 軽舞（終点）

### 沿線にある施設など
厚真町
- 厚真町立厚南中学校 - 富野75-2
- 軽舞郵便局 - 軽舞229